# Mallecolobus malacus
Mallecolobus malacus är en spindelart som beskrevs av Forster och Norman I. Platnick 1985. Mallecolobus malacus ingår i släktet Mallecolobus och familjen Orsolobidae. Inga underarter finns listade i Catalogue of Life.